# Uljana Nigmatullinová
Uljana Nikolajevna Nigmatullinová, rusky Улья́на Никола́евна Нигматуллина, rodným jménem Kajševová, rusky Кайшева, (* 8. března 1994 Možga) je ruská biatlonistka.
Ve své dosavadní kariéře vyhrála ve světovém poháru dva kolektivní závody, první z nich v Oberhofu v lednu 2021, kde byla členskou ruské smíšené štafety. Jejím nejlepším individuálním umístěním je páté místo z vytrvalostního závodu z Östersundu ze sezóny 2021/2022.

## Výsledky

### Olympijské hry a mistrovství světa
| Sezóna  | D   | Místo         | SP  | SZ  | HZ  | IZ  | ŠT  | SŠT | SZD | Věk    |
| ------- | --- | ------------- | --- | --- | --- | --- | --- | --- | --- | ------ |
| 2017/18 | ZOH | Pchjongčchang | 33. | 52. | –   | 24. | –   | 9.  | ×   | 24 let |
| 2019/20 | MS  | Östersund     | –   | –   | –   | 60. | 5.  | –   | –   | 25 let |
| 2020/21 | MS  | Pokljuka      | 36. | 29. | –   | 24. | 11. | 9.  | –   | 26 let |
| 2021/22 | ZOH | Peking        | 13. | 11. | 17. | 78. | 2.  | 3.  | ×   | 27 let |

## Vítězství v závodech světového poháru

### Kolektivní
| Č. | sezóna  | datum          | místo              | disciplína      |
| -- | ------- | -------------- | ------------------ | --------------- |
| 1. | 2020/21 | 10. ledna 2021 | Oberhof, Německo   | smíšená štafeta |
| 2. | 2020/21 | 24. ledna 2021 | Anterselva, Itálie | štafeta         |